# NAPB
NAPB (англ. NSF attachment protein beta) – білок, який кодується однойменним геном, розташованим у людей на короткому плечі 20-ї хромосоми. Довжина поліпептидного ланцюга білка становить 298 амінокислот, а молекулярна маса — 33 557.
| 10         |  | 20         |  | 30         |  | 40         |  | 50         |
| ---------- |  | ---------- |  | ---------- |  | ---------- |  | ---------- |
| MDNAGKEREA |  | VQLMAEAEKR |  | VKASHSFLRG |  | LFGGNTRIEE |  | ACEMYTRAAN |
| MFKMAKNWSA |  | AGNAFCQAAK |  | LHMQLQSKHD |  | SATSFVDAGN |  | AYKKADPQEA |
| INCLNAAIDI |  | YTDMGRFTIA |  | AKHHITIAEI |  | YETELVDIEK |  | AIAHYEQSAD |
| YYKGEESNSS |  | ANKCLLKVAA |  | YAAQLEQYQK |  | AIEIYEQVGA |  | NTMDNPLLKY |
| SAKDYFFKAA |  | LCHFIVDELN |  | AKLALEKYEE |  | MFPAFTDSRE |  | CKLLKKLLEA |
| HEEQNSEAYT |  | EAVKEFDSIS |  | RLDQWLTTML |  | LRIKKSIQGD |  | GEGDGDLK   |

A: Аланін

C: Цистеїн

D: Аспарагінова кислота

E: Глутамінова кислота

F: Фенілаланін

G: Гліцин

H: Гістидин

I: Ізолейцин

K: Лізин

L: Лейцин

M: Метіонін

N: Аспарагін

P: Пролін

Q: Глутамін

R: Аргінін

S: Серин

T: Треонін

V: Валін

W: Триптофан

Задіяний у таких біологічних процесах, як транспорт, транспорт білків, транспорт між ендоплазматичним ретикулумом і апаратом Гольджі, ацетилювання, альтернативний сплайсинг. 
Локалізований у мембрані.